# Rat für Justiz und Inneres
Der Rat für Justiz und Inneres, abgekürzt „JI-Rat“ (englisch Justice and Home Affairs Council, JHA) ist der Rat der Europäischen Union in der Zusammensetzung der für Justiz und Inneres zuständigen Minister der Mitgliedstaaten der Europäischen Union. Tagungen finden in der Regel alle zwei Monate statt.
Der Rat beschäftigt sich mit den Angelegenheiten des Raums der Freiheit, der Sicherheit und des Rechts, der im AEU-Vertrag vorgesehen ist.
Ursprünglich mussten die Entscheidungen des Rates in der Regel einstimmig gefasst werden. Eine starke Aufwertung hat der Rat durch den Vertrag von Amsterdam erhalten. Seither sind die sogenannten Schengen-Regelungen Teil des Schengen-Besitzstands. Gleichzeitig wurde für die justizielle Zusammenarbeit in Zivilsachen und die flankierenden Maßnahmen zum freien Personenverkehr (d. h. vor allem Asyl- und Visumpolitik) das Mitentscheidungsverfahren, also Beschlussfassung mit qualifizierter Mehrheit und volle Beteiligung des Europäischen Parlaments, vorgesehen. Mit dem Vertrag von Lissabon wurde auch in der polizeilichen und justiziellen Zusammenarbeit in Strafsachen – von wenigen Ausnahmen abgesehen – das Mitentscheidungsverfahren eingeführt, das nun ordentliches Gesetzgebungsverfahren heißt.
Dänemark und Irland sind von vielen Bereichen der JI-Zusammenarbeit ausgenommen, das Vereinigte Königreich war es bis zu seinem Austritt aus der EU. Sie müssen sich an bestimmten Maßnahmen nicht beteiligen. Dies betrifft besonders die Schengen-Zusammenarbeit bezüglich der Personenfreizügigkeit, der Überwachung der Außengrenzen und der Visumpolitik. Ratsvertreter aus Irland stimmen zu diesen letzten Punkten nicht mit ab.